# Litoria contrastens
Espèce
Synonymes
- Hyla contrastens Tyler, 1968

Statut de conservation UICN

 DD  : Données insuffisantes
Litoria contrastens est une espèce d'amphibiens de la famille des Pelodryadidae.

## Répartition
Cette espèce est endémique de Papouasie-Nouvelle-Guinée. Elle se rencontre de Kundiawa à Wau-Bulolo dans les provinces de Simbu, des Hautes-Terres orientales et de Morobe, entre 1 200 et 1 500 m d'altitude.

## Description
Litoria contrastens, mesure de 25 à 30 mm pour les mâles et de 32 à 36 mm pour les femelles.

## Publication originale
- Tyler, 1968 : Papuan hylid frogs of the genus Hyla. Zoologische verhandelingen, vol. 96, p. 1-203 (texte intégral).